# Fráncfort-Nied
Fráncfort-Nied es un barrio de Fráncfort del Meno desde el 1 de abril de 1928.

## Localización
Se extiende a lo largo del triángulo de la desembocadura del Nidda en el Meno. En Nied fueron hallados los restos de un puente romano sobre el Nidda y de las tejerías centrales que suministraron toda la región Wetterau durante la época romana.